# Kim Richard Nossal
Kim Richard Nossal (* 9. Februar 1952 in London) ist ein kanadischer Politikwissenschaftler und emeritierter Professor der Queen’s University (Kingston). Er amtierte 2005/06 als Präsident der Canadian Political Science Association (CPSA).

## Leben
Nossal besuchte Schulen in Melbourne, Peking, Toronto und Hongkong und studierte an der University of Toronto. Dort legte er alle akademischen Prüfungen ab: Bachelor 1974, Master 1974 und Promotion zum Ph.D. in Politischer Ökonomie 1977. Dann ging er an die McMaster University, wo er ein Vierteljahrhundert unterrichtete, zuletzt als Professor. 2001 kam er an die Queen’s University, 2020 wurde er dort emeritiert.
Sein Hauptarbeitsgebiet war die kanadische Außen- und Verteidigungspolitik. Im Jahr seiner Emeritierung wurde er vom kanadischen Verteidigungsminister zum Mitglied des Academic Selection Committee of the Security and Defence Forum ernannt, dessen Aufgabe es war, die akademische Erforschung der Verteidigungs- und Sicherheitspolitik in Kanada zu fördern. Von 2006 bis 2012, als das Programm eingestellt wurde, war Nossal Vorsitzender des Ausschusses.